# Asmodeus: Book of Angels Volume 7
Asmodeus: Book of Angels, Volume 7 è un album in studio del chitarrista free jazz statunitense Marc Ribot, contenente 10 delle 316 composizioni del compositore jazz statunitense John Zorn provenienti dal libro delle composizioni Book of Angels. Fu pubblicato il 26 giugno 2007 dalla Tzadik Records.

## Tracce
Musiche di John Zorn.
1. Kalmiya (263° composizione) – 4:41
2. Yezriel (73° composizione) – 7:26
3. Kezef (30° composizione) – 2:32
4. Mufgar (10° composizione) – 2:58
5. Armaros (208° composizione) – 4:52
6. Cabriel (3° composizione) – 2:00
7. Zakun (108° composizione) – 3:39
8. Raziel (185° composizione) – 2:24
9. Dagiel (241° composizione) – 3:22
10. Sensenya (65° composizione) – 4:37

Durata totale: 38:31

## Formazione
- John Zorn – arrangiatore, direzione
- Marc Ribot – chitarra elettrica
- Trevor Dunn – basso elettrico
- Grant Calvin Weston – batteria